# Вязовая Дубрава
Вязовая Дубрава — село в Ливенском районе Орловской области России. 
Входит в Навесненское сельское поселение в рамках организации местного самоуправления и в Навесненский сельсовет в рамках административно-территориального устройства.

## География
Расположено в 23 км к юго-востоку от райцентра, города Ливны, и в 144 км к юго-востоку от центра города Орёл.

## Население
| 2002 | 2010 |
| ---- | ---- |
| 384  | ↘297 |

Согласно результатам переписи 2002 года, в национальной структуре населения русские составляли 95 % от жителей.